# Krzysztof Oliwa
Krzysztof Oliwa [výsl. přibližně křištof oliva] (* 12. dubna 1973 v Tychách) je bývalý polský profesionální hokejista. Jako jeden z mála polských hokejistů se dokázal prosadit i v NHL.

## Hráčská kariéra
V roce 1993 byl draftovaný jako 65. v celkovém pořadí, do roku 1997 hrával v nižších severoamerických ligách. Do NHL se poprvé prosadil v sezóně NHL 1997/1998 v dresu New Jersey Devils. S tímto týmem v roce 2000 vybojoval Stanley Cup jako první a dosud jediný Polák. Zranění mu tehdy zabránilo hrát v play-off, avšak v základní části odehrál dostatek utkání, aby jeho jméno bylo napsáno na podstavec Stanleyova poháru. Krom New Jersey hrával v NHL v týmech Columbus Blue Jackets, Pittsburgh Penguins, New York Rangers, Boston Bruins a Calgary Flames.
Nevynikal produktivitou (celkem v 410 utkáních NHL vstřelil 17 gólů a 28 asistencí), byl však ceněný pro svou tvrdost a bitkářské schopnosti.
- 1993-94 Raleigh IceCaps ECHL, Albany River Rats AHL
- 1994-95 Raleigh IceCaps ECHL, Saint John Flames AHL, Albany River Rats AHL, Detroit Vipers IHL
- 1995-96 Raleigh IceCaps ECHL, Albany River Rats AHL
- 1996-97 New Jersey Devils, Albany River Rats AHL
- 1997-98 New Jersey Devils
- 1998-99 New Jersey Devils
- 1999-00 New Jersey Devils
- 2000-01 Columbus Blue Jackets, Pittsburgh Penguins
- 2001-02 Pittsburgh Penguins
- 2002-03 New York Rangers, Hartford Wolf Pack AHL, Boston Bruins
- 2003-04 Calgary Flames
- 2005-06 New Jersey Devils

## Další působení
Aktivní kariéru ukončil po sezóně 2005/2006. V roce 2006 byl jmenován do funkce manažera polské reprezentace. Od roku 2014 působí v realizačním týmu klubu Kalkaska Rhinos (USPHL) v Michiganu, kde první sezónu působil pouze jako hlavní trenér, ale od roku 2015 také jako generální manažer.